# Джунмере
Джунмере (груз. ჯუნმერე) — село в Грузии, на территории Ланчхутского муниципалитета края (мхаре) Гурия.

## География
Село находится в западной части Грузии, на берегах реки Орагвисгеле, на расстоянии приблизительно 1 километра (по прямой) к юго-западу от города Ланчхути, административного центра муниципалитета. Абсолютная высота — 76 метров над уровнем моря.

## Население
По результатам официальной переписи населения 2014 года, в Джунмере проживало 146 человек (79 мужчин и 67 женщин). В национальной структуре населения грузины составляли 98,6 %, осетины — 0,7 %, русские — 0,7 %.
| Год  | Население, человек |
| ---- | ------------------ |
| 2002 | 202                |
| 2014 | ↘ 146              |